# Psyllipsocus ramburii
Psyllipsocus ramburii е космополитен вид сенояд, срещащ се и в България. За първи път е съобщен от България през 2016 г. от пещера Андъка. Среща се в човешки жилища и пещери, като предпочита влажни места като бани, изби, перални помещения. Размножава се партеногенетично.

## Външен вид
Дължината му е около 2,5 mm. Големината на крилата силно варира – от нормални, късокрили, до липсващи. Светлокафяв до сивкав, краят на коремчето по-тъмно. Крилата прозрачни, с кафяво жилкуване. Върхът на лацинията с три силни зъбчета. Връхното членче на максиларната палпа издължено и стесняващо се към върха. Стъпалното нокътче е с редуцирано предвръхно зъбче.